# 24 Hour Party People
24 Hour Party People è un film del 2002 scritto da Frank Cottrell Boyce e diretto da Michael Winterbottom.
Il film tratta dell'effervescente scena musicale alternativa mancuniana fiorita a cavallo degli anni settanta ed ottanta (soprattutto la stagione della rave culture e del cosiddetto Madchester degli anni ottanta), in cui vengono ripercorse in particolare le tappe fondamentali della carriera del promotore e produttore musicale Tony Wilson (interpretato da Steve Coogan), fondatore della Factory Records, e degli artisti da egli scoperti e lanciati, quali i Joy Division (poi New Order), Happy Mondays, A Certain Ratio e The Durutti Column, in un arco temporale che va dal 1976 al 1992.
È stato presentato in concorso al 55º Festival di Cannes.

## Trama
Il 4 giugno 1976 l'istrionico mezzobusto televisivo Tony Wilson, conduttore di un programma-vetrina per musicisti punk rock emergenti, assiste assieme a una quarantina di persone all'esibizione dei Sex Pistols alla Free Trade Hall di Manchester. Folgorato, decide di usare i proventi ricavati dal suo lavoro di inviato di TV locali per affittare un club in cui questo tipo di gruppi alternativi possa esibirsi liberamente: tra i primi a farlo vi sono i neonati Joy Division, dei giovani presenti alla Free Trade Hall e capitanati dall'inquieto Ian Curtis.
Osservandone il talento, Wilson fonda una propria etichetta discografica indipendente, la Factory Records, mettendo sotto contratto i Joy Division grazie a una promessa di assoluta libertà e trattamento equo firmata col proprio sangue. Sotto la mano esperta del produttore discografico Martin Hannett, il loro successo è immediato, ma Curtis comincia a dare segni di malessere nella forma di attacchi epilettici. Nel 1980, poco prima che i Joy Division partano in tour per gli Stati Uniti, Curtis si suicida impiccandosi.
I rimanenti membri del gruppo si rinominano New Order e incidono il singolo Blue Monday, che ottiene un insperato quanto vasto successo e i cui proventi finiscono però per venire totalmente risucchiati dal nuovo ambizioso progetto di Wilson, l'apertura del proprio club, The Haçienda. Quest'ultimo inizialmente non riesce a decollare e scelte come l'ostinazione di Wilson di far suonare all'apertura del locale un gruppo-progetto personale come A Certain Ratio invece che altri più famosi causano l'uscita di Hannett dalla Factory. Con l'arrivo di un altro gruppo, gli Happy Mondays capitanati da Shaun Ryder, la popolarità dell'Haçienda esplode e finisce per diventare il centro della neonata rave culture degli edonistici anni ottanta.
Nonostante sia all'apice del suo successo, la Factory continua a versare in perdita. Ogni copia venduta di Blue Monday gli sta costando cinque pence a causa dell'elaborato packaging di Peter Saville. Alla disperata ricerca di soldi, Wilson paga i New Order affinché incidano un nuovo album a Ibiza, ma dopo due anni non hanno ancora consegnato niente. Nel mentre, la rave culture si rivela anche il tallone d'Achille della Factory: le vendite degli spacciatori di ecstasy all'interno dell'Haçienda superano di gran lunga quelle dell'alcool del bar ufficiale e non fanno che attirare dentro e fuori dal locale le sparatorie e le vendette delle gang. Per evitare di dover chiudere, Wilson gli consegna il lavoro di buttafuori nella speranza di pacificare il processo di spaccio, finendo per dover pagare loro il pizzo. Sempre più disperato, si rivolge agli Happy Mondays affinché incidano un album nelle Barbados, ma Ryder, esaurito il metadone, vende tutte le attrezzature per farsi di crack. Tornato a Manchester, sequestra poi i nastri per estorcere altri soldi a Wilson.
Il sudato album si rivela però solo strumentale, dato lo stato psicofisico del cantante, e quindi invendibile. Quando viene proposto a scatola chiusa alla London Records, loro offrono invece una cifra considerevole per l'intera Factory Records e tutti i gruppi sotto contratto: Wilson rifiuta, mostrando come essa non fosse mai stata un'etichetta regolarizzata e l'unico contratto mai esistente fosse stato quello, legalmente nullo, sottoscritto col sangue su un tovagliolo di carta di un pub; un fatto voluto da Wilson per impedire a sé stesso, almeno, di "vendersi", indipendentemente dalle circostanze.
La Factory va in bancarotta e l'Haçienda viene espropriata. Mentre fuma una canna dopo la serata di chiusura del locale, Wilson riceve una visione da Dio, che immagina con le proprie fattezze: quest'ultimo lo rassicura riguardo al suo operato, approva la sua solitaria convinzione che Ryder sia "il più grande poeta britannico dopo Yeats" e gli conferma che il suo unico errore è stato non mettere sotto contratto gli Smiths.

## Stile
Il personaggio di Wilson interpretato da Coogan è il narratore della trama, esplicita combinazione di eventi reali, immaginari, semplici dicerie diffusesi nell'ambiente e vere e proprie leggende metropolitane, spesso commentandone gli avvenimenti rompendo la quarta parete; sono presenti anche diversi spezzoni d'epoca (tra cui il videoclip di Atmosphere dei Joy Division diretto da Anton Corbijn) in contrasto col resto del film, girato in digitale. Winterbottom ha motivato quest'ultima scelta e lo stile adottato dal film dichiarando: «Ho tentato di ricreare il suo spirito, il senso di libertà che emanava [la Factory]».

### Cammei
Oltre a quelli indicati nei titoli di testa, il film contiene anche i cammei da parte di figure legate alla Factory Records, spesso in chiave metacinematografica:
- Il vero Tony Wilson appare come il regista televisivo della versione britannica de La ruota della fortuna
- Howard Devoto interpreta un inserviente nel bagno, che prontamente dichiara, rompendo la quarta parete e rivelando la propria identità, di non ricordare un episodio di cui il film lo rende protagonista
- Clint Boon interpreta un bigliettaio sul treno
- Mark E. Smith dei The Fall, Gary Mounfield dei The Stone Roses, Rowetta degli Happy Mondays e Vini Reilly dei The Durutti Column fanno una comparsa alternativamente come loro stessi o personaggi anonimi di sfondo
- I DJ dell'Haçienda Jon DaSilva, Mike Pickering e Dave Haslam appaiono brevemente come loro stessi all'epoca
- Fiona Allen, che lavorava all'ingresso dell'Haçienda, interpreta sé stessa

## Produzione
L'idea per il film è venuta a Winterbottom e al produttore Andrew Eaton durante le riprese de Le bianche tracce della vita (2000): «In Canada, durante le riprese [...] per distrarmi dal freddo ho pensato ad un film sulla musica che non fosse un musical».
Per le scene ambientate all'interno dell'Haçienda, demolita nei primi anni duemila, lo scenografo Mark Tildesley ha dovuto costruire una replica del mezzanino, dell'area principale del bar e dell'ingresso sul terreno di una fabbrica di Manchester.

## Distribuzione
Il film è stato distribuito nelle sale cinematografiche britanniche a partire dal 5 aprile 2002.
In Italia, il film è stato distribuito direttamente in home video nel maggio 2009 da Officine UBU.

## Accoglienza

### Incassi
Il film ha incassato in tutto il mondo 2,8 milioni di dollari, di cui 380 000 dollari al botteghino britannico.

### Critica
Sull'aggregatore di recensioni online Rotten Tomatoes, il film ha una percentuale di giudizi positivi pari all'86% basata su 100 recensioni da parte della critica, con una media del 7,3. Su Metacritic, che utilizza una media ponderata, ha un punteggio di 85 su 100, basato su 29 recensioni da parte della critica, a indicare un "plauso unanime".
Roger Ebert gli ha assegnato un punteggio di quattro stelle su quattro, scrivendo che: «Funziona così bene perché evoca una nostalgia autentica piuttosto che artificiale. Documenta un tempo in cui erano i matti a gestire il manicomio, quando gli amanti della musica potevano uccidere e farla franca. Ama i suoi personaggi. Comprende ciò che i Sex Pistols avevano iniziato e che gli anni novanta hanno distrutto. E centra un certo tono: sa ridere di sé stesso». Per Roberto Nepoti di Repubblica, invece, «Il film è visivamente eclettico e movimentato; e tuttavia l'entusiasmo per il tipo di cultura che descrive ha già un gusto - paradossalmente - vecchiotto».
Nel 2019, il quotidiano britannico The Guardian l'ha posizionato al 49º posto nella sua classifica dei migliori 100 film del XXI secolo.

## Riconoscimenti
- 2002 - British Independent Film Awards
  - Miglior produzione
  - Candidatura per il miglior contributo tecnico (scenografia) a Mark Tildesley
- 2002 - Festival di Cannes
  - In concorso per la Palma d'oro
- 2003 - Empire Awards
  - Candidatura per il miglior film britannico
  - Candidatura per il miglior attore britannico a Steve Coogan
- 2003 - Satellite Awards
  - Candidatura per la miglior colonna sonora originale a Liz Gallacher